# Торцевий защільнювач

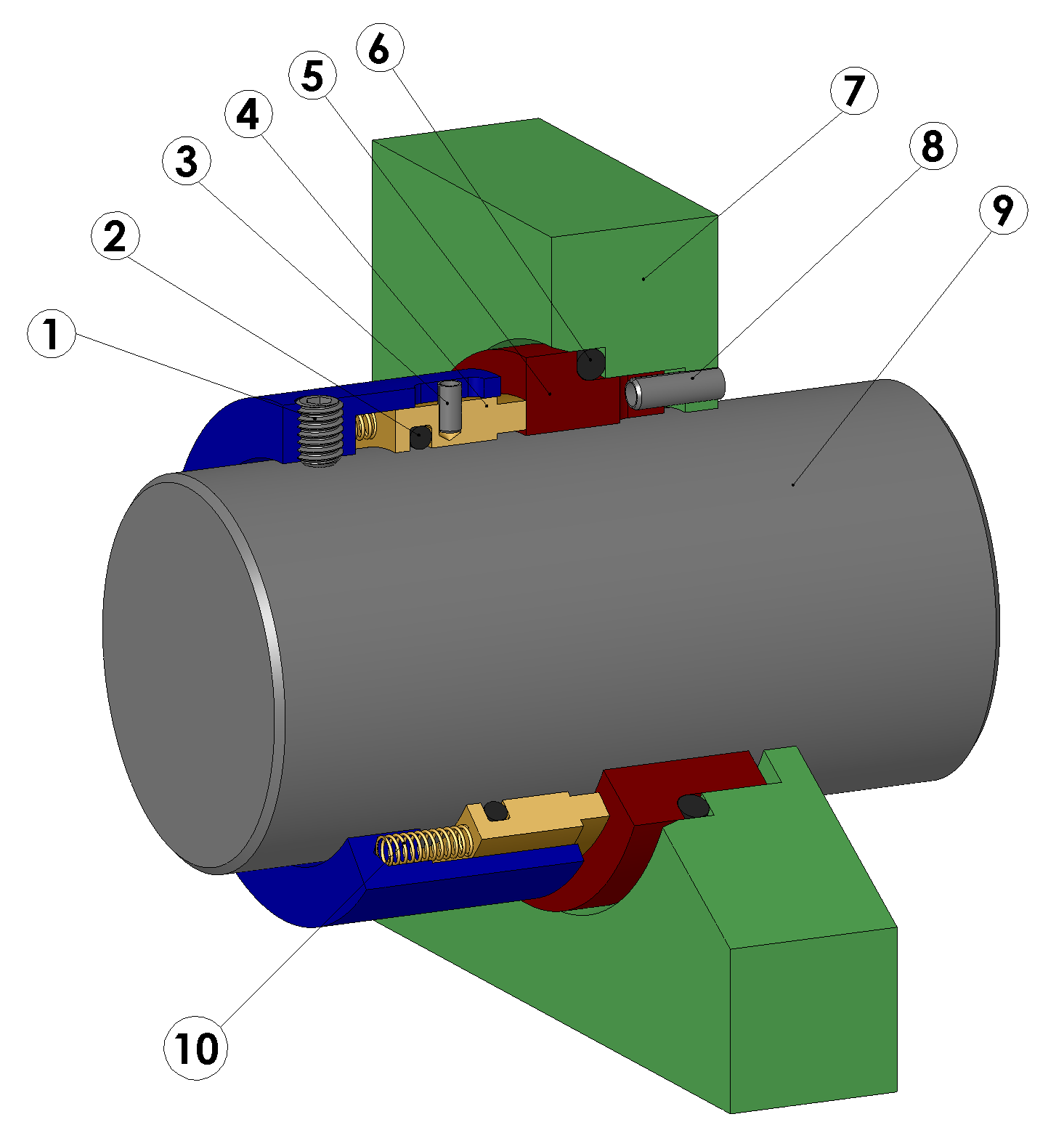
Схема торцевого защільнювача:
1 — установний гвинт; 2, 6 — ущільнювання еластичним кільцем круглого перерізу 3 — штифт, що передає обертання рухомому кільцю 4; 4 — рухоме кільце; 5 — нерухоме кільце; 7 — корпус; 8 — штифт, що утримує нерухоме кільце 5; 9 — вал; 10 — пружини притискання рухомого кільця до нерухомого

Торцеве ущільнення (торцевий защільнювач) — тип защільнювача контактного типу для обертових деталей обладнання, у якому герметизація здійснюється по плоскій (торцевій) поверхні.

## Типи торцевих ущільнень
- ординарне торцеве ущільнення;
- подвійне торцеве ущільнення;
- - «спина-до-спини» («back-to-back»);
- -«обличчям-до-обличчя»(«face-to-face»);
- - тандем;
- ущільнення картриджного типу
- - ординарне картриджне ущільнення;
- - подвійне картриджне ущільнення;
- - - «спина-до-спини» («back-to-back»);
- - - «обличчям-до-обличчя»(«face-to-face»);
- - - тандем.

## Конструкція
Найпростіша конструкція торцевого защільнювача (див. рис.) має нерухоме 5 та аксіально рухоме 4 ущільнювальні кільця із зносостійкого матеріалу, які закріплені у відповідних обоймах. Попередній контактний тиск між кільцями забезпечується силою стиснення блоку пружин 10 (може використовуватись пружний сильфон), а потім збільшується за рахунок сили тиску рідини, що защільнюється. Теоретично зазор між поверхнями защільнювання дорівнює висоті шорсткості цих поверхонь і не перевищує 1 мкм. Зазор між валом та аксіально рухомим кільцем 4 герметизується вторинним защільником 2; крутильний момент, необхідний для подолання тертя на контактних торцевих поверхнях, передається від вала на кільце, що обертається, через повідковий пристрій: штифт 3, що взаємодіє з поздовжнім пазом в обоймі рухомого кільця 4.

## Принцип роботи
Герметизація здійснюється за рахунок притиснення торцевих поверхонь нерухомого 5 та рухомого 4 кілець. Із збільшенням контактного тиску герметичність підвищується, проте при цьому збільшуються втрати потужності на тертя, внаслідок чого пришвидшується зношування тертьових поверхонь, їх нагрівання та температурні деформації. Таким чином, працездатність защільнювача визначається перш за все контактним тиском та фізичними процесами на контактних та обертових одна відносно одної торцевих поверхонь.

## Технічні характеристики
Технічні характеристики торцевих защільників у значній мірі залежать від матеріалів, з яких виготовлені їх елементи. З 1945 р. для торцевих защільників критичними вважалися тиск 1,5 МПа та швидкість ковзання 10 м/с. У зв'язку із застосуванням нових матеріалів та розробкою нових конструкцій, протягом останніх 25 років ХХ ст. робочі значення швидкості ковзання таких защільників підвищилися більше ніж в 10 разів при тиску у технологічних установках до 50 МПа.

## Переваги
- Висока герметичність у порівнянні з аналогами (сальникове ущільнення).
- Високий ККД (втрати потужності на тертя складають соті частки процента).
- Висока зносостійкість та довговічність.
- Добра робота за наявності биття вала.

## Недоліки
- Висока вартість.
- Складність ремонту.

## Матеріали защільників
Основний защільнювач — це пара тертя двох кілець (рухомого та нерухомого) з різних матеріалів (вуглеграфіти, метали, карбіди (карбід вольфраму з різними зв'язками, карбід кремнію), кераміка (оксиди металів), пластмаси), як одного і того ж матеріалу так і в поєднанні різних матеріалів (нерж. сталь — вуглеграфіт, Al2O3 99 % (кераміка) — вуглеграфіт).

## Використання

### Дорожньо-транспортна техніка
Торцеві защільнювачі використовують у ротаційних бензонасосах, коробках передач, гідротрансформаторах і гідродинамічних гальмах важких вантажних автомобілів. У підшипникових вузлах гусеничних тягачів і автомобілів підвищеної прохідності вони запобігають витоку консистентного й рідкого мастил, проникнення сторонніх часток і брудної води усередину.

### Енергетичне машинобудування
Торцеві защільнювачі застосовують у конденсатних і живильних насосах котельних агрегатів, у водяних турбінах і в системі охолодження генераторів, вентиляторів та в ядерних енергетичних установках.

### Хімічна і нафтова промисловість
З допомогою торцевих защільнювачів герметизують вали перемішувальних пристроїв, випарників і змішувачів, каландрів, що підігріваються парою, центрифуг, вентиляторів і насосів, що працюють із різними середовищами.

## Опис ущільнень
ТОРЦЕВЕ МЕХАНІЧНЕ УЩІЛЬНЕННЯ – механічне ущільнення, що
використовується в обертовому обладнанні для забезпечення
герметизації вала, що передає механічну енергію до робочого
органу механізму, напр., насосів, компресорів, хімічних
реакторів, вакуумних фільтрів-сушарок тощо, тобто там, де необхідно розділити два середовища й забезпечити мінімальні
витоки. Ранні моделі насосів використовували сальникові
пристрої. Починаючи з Другої світової війни, торцевімеханічні
ущільнення успішно замінюють сальникові пристрої у всіх
застосуваннях.

### Ординарне торцеве ущільнення.
Конструктивно торцеве механічне
ущільнення включає основне ущільнення й допоміжні (рухомі й нерухомі)
ущільнення, які знаходяться в контакті із середовищем, що ущільнюється, дозволяючи обертовому елементу пройти через камеру ущільнення.
Основне ущільнення –
це пара тертя двох кілець
(рухомого і нерухомого) з
різних матеріалів (вуглеграфіти, метали, карбіди:
карбід вольфраму з різними зв’язками, карбід
кремнію, кераміка, пластмаси), як одного й того ж
матеріалу, так і в поєднанні
різних матеріалів (нержавіюча сталь – вуглеграфіт,
кераміка – вуглеграфіт).
Для забезпечення необхідного контактуміж кільцями
застосовуються пружина,
блок пружин або пружний
сильфон. У процесі експлуатації на торцеві поверхні діють
гідравлічні сили й при позитивному тиску середовища, що
ущільнюється, намагаються стиснути пари тертя. Теоретично
зазор між ущільнюючими поверхнями рівний висотішорсткості
цих поверхонь і не перевищує 1 мкм.
Допоміжне (рухоме й нерухоме) ущільнення – герметизує
всі стики торцевого з’єднання з корпусом механізму й вала в
камері ущільнення. Нерухоме допоміжне ущільнення, як
правило, герметизує нерухоме кільце з корпусом механізму і
рухоме кільце з валом. Рухоме допоміжне ущільнення
забезпечує ущільнення між рухомим кільцем і валом або
корпусом торцевого ущільнення. Робоча рухливість цього
ущільнення залежить від точності виготовлення рухомого
кільця, торцевого биття нерухомого кільця відносно вала й
не перевищує 0,2 мм і зовнішніх сил, що прагнуть розкрити
ущільнення.
Витік у стику ущільнюючих кілець визначається
статичним зазором між цими кільцями, геометрією кілець,
вібрацією, режимом експлуатації, зовнішніми силами, що
розкривають кільця, правильністю монтажу, властивостями
середовища, що ущільнюється.

### Подвійне торцеве ущільнення
Подвійне торцеве ущільнення вимагає промивного
(затворного) середовища. Призначення цієї рідини: промити
первинне торцеве ущільнення від середовища, що
ущільнюється з метою запобігти його попаданню назовні,
промити первинне торцеве ущільнення від твердої фази
середовища, що ущільнюється, зрівноважити (замкнути)
гідравлічно розвантажити первинне торцеве ущільнення.

### Торцеве ущільнення з механізмом зворотного нагнітання
Торцеве ущільнення з механізмом зворотного нагнітання – гідродинамічні ущільнення з V- або U-подібними
кишенями, розташованими на поверхні ковзання одного з
кілець, від середини кільця до внутрішнього краю кільця з
боку робочого середовища. Винайдені з початку 1980-х років.

### Торцеве газове ущільнення
Торцеве газове ущільнення (газодинамічне безконтактне
ущільнення) – подальший розвиток торцевого механічного
ущільнення. Принцип дії заснований на створенні тонкого
газового прошарку між кільцями торцевого ущільнення (зазор
біля 3 мкм), це відбувається завдяки спеціальним V- або U-
подібним кишеням, із товщиною порівнянною з товщиною
торцевого зазора, розташованими на поверхні ковзання одного
з кілець, від середини кільця до зовнішнього краю кільця з
боку затворного газу. При обертанні кільця відбувається
нагнітання затворного газу в проміжок кишені, що приводить
до безконтактного газового ковзання й забезпечує мінімальні
втрати на тертя і знос ущільнення. Як затворний газ
застосовується технічне повітря або азот під тиском, що
перевищує тиск робочого середовища на 5…10%. Ідеально
підходить для роботи при низьких температурах, із
низькотемпературно киплячими рідинами, для забезпечення
чистоти виробничого процесу (повністю виключає витоки).
Застосовується із середини 1980-х років.